# Lilla Björken, Västmanland
Lilla Björken är en sjö i Skinnskattebergs kommun i Västmanland och ingår i Norrströms huvudavrinningsområde. Sjön är 3,9 meter djup, har en yta på 0,0834 kvadratkilometer och är belägen 93,5 meter över havet.

## Delavrinningsområde
Lilla Björken ingår i det delavrinningsområde (662653-150795) som SMHI kallar för Utloppet av Långbjörken. Medelhöjden är 109 meter över havet och ytan är 11,2 kvadratkilometer. Det finns ett avrinningsområde uppströms, och räknas det in blir den ackumulerade arean 22,53 kvadratkilometer. Flenaån som avvattnar avrinningsområdet har biflödesordning 5, vilket innebär att vattnet flödar genom totalt 5 vattendrag innan det når havet efter 194 kilometer. Avrinningsområdet består mestadels av skog (79 procent). Avrinningsområdet har 1,75 kvadratkilometer vattenytor vilket ger det en sjöprocent på 15,6 procent.